# مسجد الرحمن (پیونگ‌یانگ)
مسجد الرحمن (به کره‌ای: 마스지드 알라흐만) یک مسجد است که در پیونگ‌یانگ پایتخت کره شمالی و در محوطه‌ی سفارت ایران قرار گرفته‌است. این مسجد اولین و تنها مسجد موجود در کره شمالی برشمرده می‌شود. گزارش شده‌است که کارکنان سایر کشورهای اسلامی در کره شمالی همچون دیپلمات‌های اهل سنت اندونزی از این مسجد بازدید کرده و در مراسم نماز جمعه شرکت می‌کنند.
اگرچه سایر کشورهای مسلمان نشین مانند مصر، لیبی و پاکستان در کره شمالی سفارتخانه‌هایی برپا کرده‌اند ولی هیچ‌یک از این سفارتخانه ها دارای مساجد نیستند، این کمبود مساجد در کره شمالی را نتیجه‌ی سیاست های مذهبی کره شمالی نسبت داده‌اند.
در عمل، کره شمالی، به همراه ارمنستان (مسجد کبود ایروان)، تنها کشورهای جهان می‌باشند که در آن‌ها مسجدی متعلق به اهل تشیع وجود دارد، اما مسجدی متعلق به اهل تسنن خیر.